# 香洲街道
香洲街道，是中华人民共和国广东省汕尾市城区下辖的一个乡镇级行政单位。

## 行政区划
香洲街道下辖以下地区 ：
新区社区、中区社区、园林社区、新瑶社区、城南社区、东兴社区、新城社区、城西社区、后径社区、兴祥社区、新兴社区、西兴社区、西洋村和梧桐村。